# شریل بیکر
شریل بیکر (انگلیسی: Sherill Baker؛ زادهٔ ۳ دسامبر ۱۹۸۲) بازیکن بسکتبال اهل ایالات متحده آمریکا است.